# کلود گئان
کلود گِئان (به فرانسوی: Claude Guéant) متولد ۱۷ ژانویه ۱۹۴۵ در پا-دو-کاله فرانسه، یک سیاست‌مدار فرانسوی است.